# Kanton Sézanne-Brie et Champagne
Kanton Sézanne-Brie et Champagne (fr. Canton de Sézanne-Brie et Champagne) je francouzský kanton v departementu Marne v regionu Grand Est. Tvoří ho 61 obcí. Kanton vznikl v roce 2015.

## Obce kantonu
| - Allemant - Barbonne-Fayel - Bergères-sous-Montmirail - Bethon - Boissy-le-Repos - Bouchy-Saint-Genest - Broussy-le-Petit - Broyes - Champguyon - Chantemerle - Charleville - Châtillon-sur-Morin - Chichey - Corfélix - Corrobert - Courgivaux - Escardes - Les Essarts-le-Vicomte - Les Essarts-lès-Sézanne - Esternay - Fontaine-Denis-Nuisy | - La Forestiere - Fromentières - Le Gault-Soigny - Gaye - Janvilliers - Joiselle - Lachy - Linthelles - Linthes - Mécringes - Le Meix-Saint-Epoing - Mœurs-Verdey - Mondement-Montgivroux - Montgenost - Montmirail - Morsains - Nesle-la-Reposte - Neuvy - La Noue - Oyes | - Péas - Queudes - Reuves - Réveillon - Rieux - Saint-Bon - Saint-Loup - Saint-Remy-sous-Broyes - Saudoy - Sézanne - Soizy-aux-Bois - Le Thoult-Trosnay - Tréfols - Vauchamps - Verdon - Le Vézier - Villeneuve-la-Lionne - La Villeneuve-les-Charleville - Villeneuve-Saint-Vistre-et-Villevotte - Vindey |